# HLA-A29

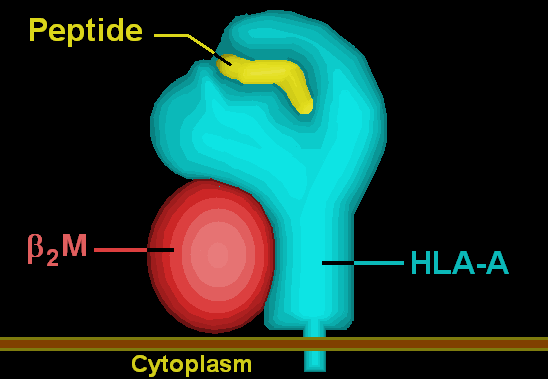

HLA-A29 هو نمط مصلي من مستضد الكريات البيضاء البشرية-أ. داخل مجموعة النمط المصلي HLA-A. يتم تحديد النمط المصلي من خلال التعرف على الأجسام المضادة لمجموعة α29 الفرعية من سلاسل HLA-A α. بالنسبة لـ A29 ، يتم ترميز سلسلة ألفا "A" بواسطة مجموعة الأليل HLA-A * 29 والسلسلة β يتم ترميزها بواسطة موضع B2M. [1] تهيمن هذه المجموعة حاليًا على A * 2902. A29 و A * 29 مترادفان تقريبًا في المعنى. A29 هو مستضد منقسم للنمط المصلي واسع النطاق A19. A29 هو نمط مصلي شقيق لـ A30 و A31 و A32 و A33 و A74.‏ A29 أكثر شيوعًا في غرب إفريقيا وجنوب غرب أوروبا.